# Il massacro di Parigi
Il massacro di Parigi (The Massacre at Paris) è una tragedia di Christopher Marlowe, andata in scena presumibilmente per la prima volta nel 1593. L'opera drammatizza i fatti legati al massacro di San Bartolomeo del 1572 e alla morte di Enrico di Guisa. Il testo ci è pervenuto in un'edizione in octavo senza data: con i suoi 1250 versi, la tragedia è troppo corta per gli standard del teatro drammatico dell'epoca, il che suggerisce che l'opera sia stata tramandata in una versione incompleta, forse ricostruita a memoria dagli attori della compagnia per profitto.

## Trama
La tregedia inizia con il matrimonio tra l'ugonotto Enrico di Navarra con la cattolica Margherita di Valois. I retroscena non sono dei più favorevoli: Caterina de' Medici, la regina madre, trama contro Enrico, mentre gli ugonotti hanno sentimenti ostili nei confronti dei cattolici, guidati dal Duca di Guisa. Il Duca vuole uccidere la regina di Navarra e uno dei suoi ammiragli ed il piano ha successo in parte: la sovrana muore quando indossa guanti avvelenati, mentre l'ammiraglio viene ferito gravemente da un cecchino, senza però morire. La famiglia reale e i nobili di Guisa organizzano un massacro in città, mentre re Carlo va in visita all'ammiraglio ferito. Ma il militare viene assassinato dalla fazioni di Guisa, dando il via a un massacro che divampa per tutta la città: il matrimonio tra Enrico e Margherita non ha avuto il risultato sperato di placare gli animi ed evitare conflitti religiosi. Il massacro procede sistematicamente e gli ugonotti della città vengono ricercati e uccisi, soprattutto quelli con legami con la famiglia di Navarra. La regina madre richiama il figlio dall'estero per farlo incoronare Enrico III di Francia: tuttavia Caterina rende chiaro che il governo resterà nelle sue mani, così come tutto il potere decisionale. Enrico fugge da palazzo e torna in patria, dove scopre che il duca di Guisa sta radunando un esercito per venire a combattere contro di lui sotto la guida del generale Joyeux. Enrico allora raduna a sua volta un esercito e lo manda a combattere contro quello francese: presto gli arriva la notizia che Joyeux è stato ucciso e l'esercito francese è in rotta.
Furioso per la sconfitta, il duca di Guisa deve anche accettare il fatto di non essere più nelle grazie di Enrico III. Il duca allora organizza un contrattacco e riceve anche un messaggio da Enrico di Navarra, che gli chiede di allearsi con lui per eliminare il re di Francia. Prima che i due possano stringere un'alleanza, Enrico III invita il duca alla corte di Blois, dove tre assassini uccidono l'aristocratico. Il cadavere del duca di Guisa viene mostrato al figlio dell'assassinato così che possa spandere la voce, mentre un assassino viene inviato a uccidere il fratello del duca, Dumaine, per evitare vendette e rappresaglie contro la famiglia reale. Enrico III informa la madre di aver fatto assassinare i Guisa e la donna è colpita e furiosa per il fatto che il figlio stia diventando indipendente e che non prenda più ordini da lei. Dumaine intanto scopre dell'uccisione del fratello e un frate giacobino si offre di assassinare Enrico III. I re di Francia e di Navarra uniscono le forze contro la lega cattolica di Parigi, ma Enrico III viene assassinato dal frate, che muore nella lotta. Morendo, il re di Francia nomina il re di Navarra suo erede e giura vendetta contro i cattolici.

## Rappresentazioni e adattamenti
I Lord Strange's Men hanno messo una tragedia con il titolo The Tragedy of the Guise il 26 gennaio 1593 e si pensa che questa possa essere stata la tragedia di Marlowe. Gli Admiral's Men hanno successivamente messo in scena per dieci repliche un'opera intotolata The Guise o The Massacre tra il 19 giugno ed il 25 settembre 1594. L'impresario teatrale Philip Henslowe descrisse la tragedia come "ne" nel suo diario e alcuni accademici pensano che possa trattarsi di un "ne[w]"; i suoi diari rivelano che l'uomo di teatro pianificasse di riportare la tragedia in scena nel 1602.
Le rappresentazioni moderne dell'opera sono state sporadiche e tra esse si segnala un allestimento della Royal Shakespeare Company andato in scena a Stratford-upon-Avon nel 1985 con Lindsay Duncan. Il 30 maggio 1993, in occasione delle celebrazioni per il quattrocentesimo anniversario della morte di Marlowe, la tragedia fu trasmessa in forma radiofonica dalla BBC Radio 3; Allen Drury curava la regia ed il cast comprendeva Sally Dexter nel ruolo di Caterina de' Medici.